# Eden Studios, Inc.
Pour les articles homonymes, voir Eden Studios.
Ne pas confondre avec Eden Studios, le studio de développement de jeux vidéo français, fondé en 1997, qui a pris le nom d’Eden Games à partir de 2003.
Eden Studios, Inc. est un éditeur de jeux de rôle américain fondé en 1997 par George Vasilakos (en), M. Alexander Jurkat (en) et Ed Healy (en).
Actuellement dirigé par M. Vasilakos, Eden Studios est connu pour Conspiracy X, CJ Carella's WitchCraft (en), All Flesh Must Be Eaten (en) et ses jeux de rôles dans le Buffyverse.

## Historique

### Fin des années 1990
Eden Studios est fondé par George Vasilakos, Alex Jurkat et Ed Healy le 4 juillet 1997, mais Ed Healy doit céder ses parts à la fin de l'année pour pouvoir travailler au cabinet d’avocats Deloitte & Touche:331. Dès sa création, Eden Studios  achète les droits de Conspiracy X à la précédente société de Vasilakos, New Millennium Entertainment, pour publier la troisième impression (1997), qui est immédiatement suivie de plusieurs suppléments:331.
En 1998, les ventes de Conspiracy X sont en baisse et Eden Studios cherche donc une nouvelle ligne de produits. Cela se traduit par l’acquisition d’une licence exclusive pour la publication des jeux d’horreur modernes WitchCraft et Armageddon de C.J. Carella, qui les avait précédemment publiés chez Myrmidon Press:332. Eden Studios publie la nouvelle édition de WitchCraft en 1999:333, alors qu'en 2003 il publiera celle d’Armageddon: the End Times (en):338. Les deux jeux sont basés sur l’Unisystem, un système générique développé par Carella:333.
La ligne de jeu Conspiracy X s’essouffle, malgré une dernière tentative pour la revitaliser par le biais d’un accord avec Steve Jackson Games qui publiera GURPS: Conspiracy X (2002), une édition du jeu qui utilise les règles génériques de GURPS:333-334.
L’Unisytem est devenu le système maison d’Eden Studios, qui publie en 1999 All Flesh Must Be Eaten (de George Vasilakos et Christopher Shy), un jeu de rôle d’horreur et de survie qui utilise précisément l’Unisystem comme règles:334.

### Années 2000
Ce dernier jeu devient rapidement son produit le plus populaire, et Eden Studio publie de nombreux suppléments présentant chacun des variations du scénario classique de l’invasion de zombies, croisé avec une grande variété de genres cinématographiques et littéraires, allant du western aux films d’action du cinéma hongkongais. À partir de 2001, Il publie également une série de livres de fiction consacrés aux zombies, sous la direction de James Lowder (en):333.
Toujours à partir de 2001, il entre brièvement sur le marché des suppléments pour le d20 system, publiant au total une douzaine d’ouvrages, y compris ceux de la série Eden Odyssey : Akrasia: Thief of Time (2001), Wonders Out of Time (2001) et Secrets of the Ancients (2003), qui présentent de courtes aventures qui pourraient être incluses dans le cadre d’une campagne:335-336.
Le 21 décembre 2001, Eden Studios annonce qu’il a négocié une licence avec Donruss Playoff (éditeur du jeu de cartes à collectionner Buffy the Vampire Slayers CCG) afin de publier un jeu de rôle basé sur la série télévisée Buffy contre les vampires, le jeu reposant sur une variante simplifiée de l’Unisystem – appelée Cinematic Unisystem – ; il sort en août 2002:336. Le jeu de rôle Buffy: the Vampire Slayer rencontre un bon succès, dépassant les ventes de All Flesh Must Be Eaten, jusqu’alors le jeu le plus populaire d’Eden Studios:337. Après le succès de Buffy, Eden Studios sort deux autres jeux sous licence, Angel Roleplaying Game (en) (2003) et Army of Darkness (2005), toujours avec des règles basées sur le Cinematic Unisystem:337.
Les années suivantes sont très intenses pour Eden Studios qui, en plus de publier des suppléments consacrés aux séries sous licence, publie également plusieurs suppléments pour ses autres règles, notamment pour All Flesh Must Be Eaten ; mais, malgré le succès des nouvelles lignes, avec la fin des séries télévisées (Buffy en 2003 et Angel en 2004) les ventes subissent une forte baisse et, en 2006, Eden Studios décide de ne pas renouveler les licences de Buffy et d’Angel.
En mars 2005, Eden Studios annonce qu’il a acquis la licence pour un jeu de rôle qui sera une adaptation inédite du MMORPG de Cryptic Studios, City of Heroes. Seul un kit de démarrage en PDF sera produit. Durant les années qui suivent, Eden Studios commence à rencontrer des problèmes de solvabilité et les retards de publication s’accumulent, bien qu’en 2006 il réussisse à publier la troisième version de Conspiracy X – appelée 2de édition –, également basée sur l’Unisystem:338. Cependant, en 2005, Alex Jurkat n’est plus propriétaire de la société et, en 2006, il la quitte définitivement  ; George Vasilakos reste donc seul aux commandes.
Depuis 2007, Eden Studios fonctionne à temps partiel et repose sur le travail de freelances. Dave Chapman a continué à adapter la gamme Conspiracy X à l'Unisystem et les suppléments ont pu voir le jour grâce au financement participatif. Thom Marrion a poursuivi le développement des gammes de All Flesh Must Be Eaten et de WitchCraft. Ghosts of Albion (2008), le jeu de Fantasy victorienne de Tim Brannan, développé d'après les web-movies et les livres d’Amber Benson et basé sur le Cinematic Unisystem, reste la réalisation la plus notable d’Eden Studios à cette période, en matière de nouveauté:339.

### Années 2010
Plus récemment, Eden Studios s'est lancé dans des projets comme Extinction (une suite futuriste à Conspiracy X) ou Beyond Human (un jeu de C.J. Carella et Thom Marrion), projets qui ont semble-t-il avorté, ou bien encore Adventure Maximus! (de Francis Hogan), un jeu d'initiation pour les plus jeunes agrémenté de cartes à jouer, qui lui a bien vu le jour en 2013,.
Il n'y a pas eu d'activités ou de nouvelles de la part de cette entreprise depuis plusieurs années, et leur dernier message les concernant sur leur compte Facebook date d'août 2017 ; on ne sait si, à ce jour, la société est toujours en activité.

## Publications

### Jeux de rôle
- Adventure Maximus![9]
- All Flesh Must Be Eaten
- Angel Roleplaying Game (lauréat du Origins Award, en tant que Jeu de rôle, de 2003[12])
- Armageddon: the End Times, CJ Carella's ~
- Army of Darkness RPG[1],[13]
- Beyond Human (jamais réalisé…)[8]
- Buffy: the Vampire Slayer[14]
- Conspiracy X: the Game of Modern Conspiracies[15]
- Eden Studios Presents, revue de l'éditeur sur l'Unisystem
- Extinction (jamais réalisé…)[7]
- Ghosts of Albion (en), basé sur la licence Ghosts of Albion
- Hack/Slash RPG (jamais réalisé…)
- Odyssey (d20 System)
- Odyssey Prime (d20 System)
- Terra Primate (en)
- WitchCraft, CJ Carella's ~

### Jeux de cartes
- Abduction: the Card Game (en)[16]
- Army of Darkness: the Card Game[17]
- Hack/Slash: the Card Game (jamais réalisé…)
- Knights of the Dinner Table: HACK! (en)[18]

### Jeu vidéo
- Rail Empires: Iron Dragon (en), version informatique du jeu de plateau de Mayfair Games (en)

### Fictions
- Prometheus Unwound, de Matt Forbeck, 2001 (lauréat du Origins Award, en tant que meilleur travail court relatif au jeu de rôle, de 2001[19])
- The Book of All Flesh, 2001
- The Book of More Flesh, 2002
- The Book of Final Flesh, 2003 (lauréat du Origins Award, en tant que fiction longue, de 2003[12])

Eden Studios a sorti Enemies Archived (2006), un manuel des monstres pour Armageddon en PDF et en impression à la demande, produit en association avec Misfit Studios (en):343.